# Гоцирідзе Роман
Роман Гоцирідзе (груз. რომან გოცირიძე; нар. 16 грудня 1955) — грузинський політичний діяч, банкір.
Радник президента Грузії з економічних питань, секретар президентського економічної ради з вересня 2007 року. У минулому — президент Національного банку Грузії (2005—2007), голова фінансово-бюджетного комітету парламенту Грузії (2004—2005). До цього в 1992—1993 роках займав пост заступника прем'єр-міністра з економіки. З 1989 року член Республіканської партії Грузії.

## Біографія
Роман Гоцирідзе народився 16 грудня 1955 року в абхазькому місті Галі. У 1981 році закінчив економічний факультет Тбіліського державного університету. У 1986 році — аспірантуру цього ж університету.
Восени 2003 року Гоцирідзе підтримав «революцію троянд» — безкровний державний переворот з масовою участю жителів республіки, в результаті якого Шеварднадзе був усунутий від влади, хоча сам Гоцирідзе в революційних подіях участі не брав.
22 березня 2005 року Гоцирідзе став президентом Національного банку Грузії і головою ради директорів банку. У вересні 2007 року Гоцирідзе покинув пост президента Національного банку Грузії і був призначений радником президента Саакашвілі з економічних питань та секретарем президентського економічної ради.